# Sombernon
Sombernon este o comună în departamentul Côte-d'Or, Franța. În 2009 avea o populație de 986 de locuitori.

## Evoluția populației
| An        | 1975 | 1982 | 1990 | 1999 | 2006 | 2009 |
| --------- | ---- | ---- | ---- | ---- | ---- | ---- |
| Populație | 582  | 713  | 773  | 778  | 917  | 986  |